# 필리포 티미

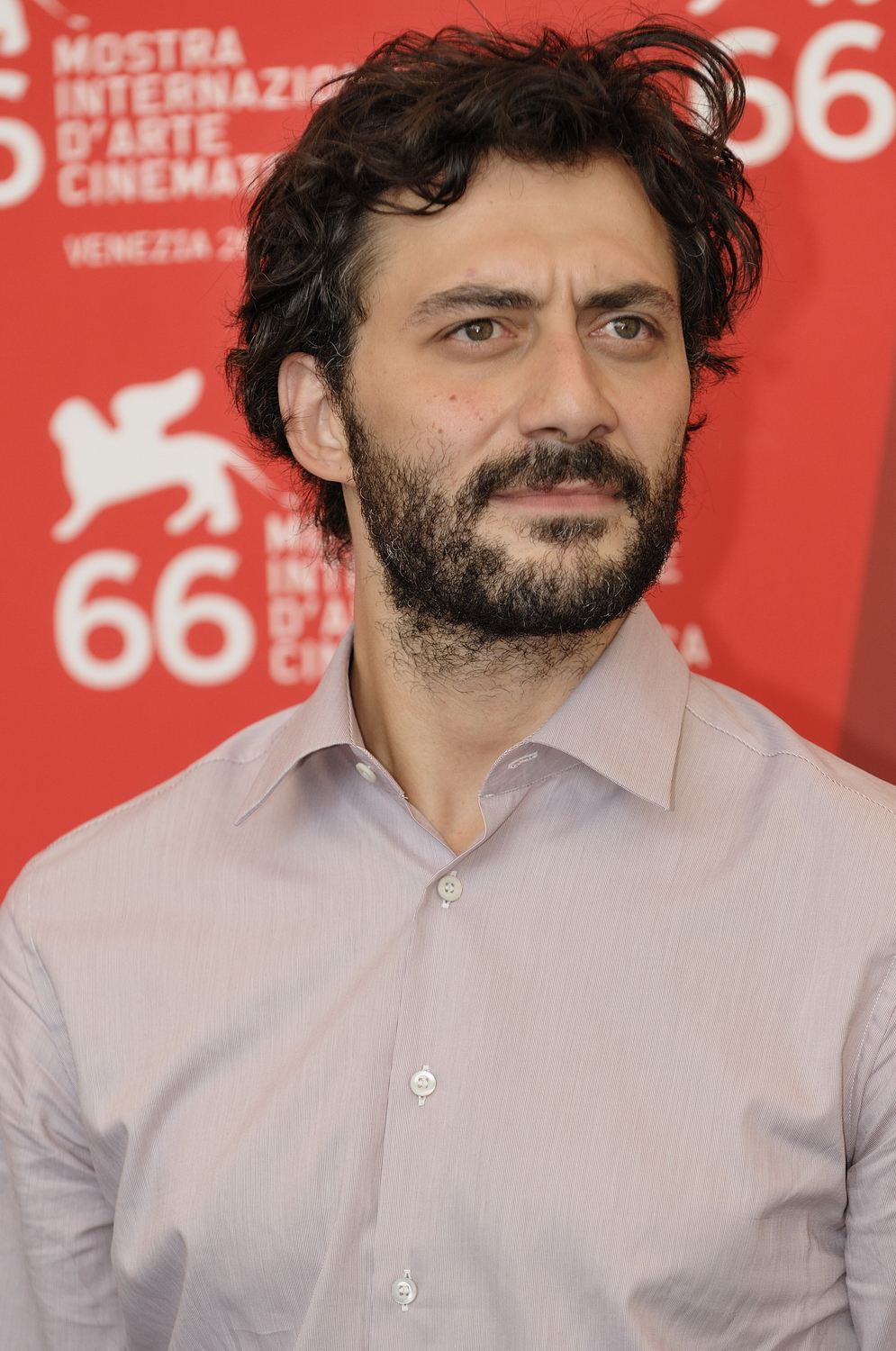

필리포 티미(Filippo Timi, 1974년 2월 27일 ~ )는 이탈리아의 배우, 작가, 연극 배우, 영화배우이다.
페루자에서 태어났다.

## 영화
- 데이드림 (2016년)
- 그날들 (2016년)
- 이카로스: 어 비전 (2016년)
- 컴 일 벤토 (2013년)
- 포린 바디스 (2013년)
- 어 캐슬 인 이탈리아 (2013년)
- 아스테릭스와 오벨릭 (2012년)
- 이탈리안 무비스 (2012년)
- 러브 인 디 에어 (2012년)
- 러스트 (2011년)
- 웬 더 나이트 (2011년)
- Piazza Garibaldi (2011년)
- 발라자스카 (2010년)
- 소수의 고독 (2010년)
- 아메리칸 (2010년)
- 더블 아워 (2009년)
- 승리 (2009년)
- 애즈 갓 커맨즈 (2008년) - 리노 제나 역
- 새턴 인 오퍼지션 (2007년)
- 인 메모리 오브 마이셀프 (2007년)
- 인간은 인간에게 늑대다 (2006년) - 안젤로 피에트로스테파니 역
- 트랜스 (2006년)